# Kvamon
Kvamon je v japonski mitologiji boginja usmiljenja.
Po navadi je upodobljena kot lepa ženska z enajstimi glavami, ki imajo tisoč oči.